# حبل عنقي
الحَبْل العُنُقِيّ هو حبل أو شريطة يطوَّق به العنق لحمل أشياء مثل صافرة أو بطاقة هوية بشكل مريح، أو كحزام أمان لمنع السقوط العرضي للأشياء المحمولة القيمة مثل الكاميرا.